# Sestante (moneta)
Il Sestante (in latino sextans) era una moneta di bronzo di Roma antica emessa durante la Repubblica romana. La moneta valeva un sesto dell'asse cioè 2 once.
Il tipo più comune per il sestante era Mercurio e due globuli, che indicano appunto le due once, al dritto e la prora di una galera al rovescio.
Il sestante era diffuso nella monetazione di molte città dell'Italia centrale. Nel periodo della monetazione fusa i tipi mostrano una grande varietà di simbolo: una conchiglia, un caduceo o altri ancora.
Ad esempio Ariminum (moderna Rimini) identifica il sestante con un tridente, Iguvium (Gubbio) con una cornucopia, Tuder (Todi) con un tridente ed una cicala.
La moneta è comunque caratterizzata dalla presenza dei due globuli